# Румендинген
Румендинген (нем. Rumendingen) — коммуна в Швейцарии, в кантоне Берн. 
Входит в состав округа Бургдорф. Население составляет 85 человек (на 31 декабря 2006 года). Официальный код — 0421.